# Дальстром, Нэнси
Нэнси Дальстром (англ. Nancy Dahlstrom; род. 13 августа 1957, Балтимор) — 15-й вице-губернатор штата Аляска, государственный деятель США.

## Биография
Окончила среднюю школу в Юте, после чего переехала на Аляску, которую выбрала в качестве постоянного места жительства.
С 2003 по 2010 годы занимала различные должности в палате представителей штата в составе различных комитетов. В 2010-2014 работала в администрации губернатора Аляски. 
В 2018 году заняла должность в Правительстве штата. 
С 5 декабря 2022 года занимает должность вице-губернатора штата Аляска. В качестве цели ставит обеспечение безопасности штата, снижение уровня преступности и улучшение качества жизни жителей штата